# MPV还原反应
Meerwein–Ponndorf–Verley还原反应简称MPV还原反应。
羰基化合物（如醛和酮）与异丙醇铝在异丙醇溶液中共热时，醛（或酮）被还原为相应的醇，同时异丙醇被氧化为丙酮，生成的丙酮从平衡混合物中缓慢蒸出，推使反应继续进行。
这个反应相当于 Oppenauer氧化反应的逆反应，有化学选择性好、条件温和、操作简便等优点，其他一些容易被还原的原子团不受这个方法的影响，例如碳-碳双键（包括位于羰基 α,β-位的）、羧酸酯、硝基和活泼的卤素（有例外）不为这种方法所还原。

## 反应机理
首先醛或酮的氧原子与作为 Lewis 酸的铝原子配位，经六元环过渡态，异丙醇铝的 α-负氢转移到醛酮的羰基上，一方面，异丙醇基负离子被氧化为丙酮；另一方面，醛酮被还原为烷氧负离子，它与异丙醇进行负离子交换，生成相应的醇，同时形成一分子异丙醇铝。 因此，在这里异丙醇实际上是负氢源，而异丙醇铝是催化剂，理论上只需催化量即可完成反应。在实际中，为了提高反应速度和产率，常加入大于化学计量的异丙醇铝。

## 应用
1. 巴豆醛经过还原得到巴豆醇，双键不受影响。
2. 生产氯霉素时的中间体发生反应时，只有羰基被还原为二级醇，而苯环上的硝基保持不变。[9]
3. 对氯苯甲醛经过还原得到对氯苯甲醇，产率92％，卤素不受影响。
4. 以N-磷酰亚胺为原料，BINOL作催化剂，高选择性地合成手性N-磷酰胺类化合物，ee可达98 %。[10]